# Altes Rathaus (Spalt)
Das Alte Rathaus in Spalt, einer Stadt im mittelfränkischen Landkreises Roth in Bayern, wurde 1524 errichtet. Das ehemalige Rathaus an der Hauptstraße 27 ist ein geschütztes Baudenkmal.
Der zweigeschossige, giebelständige Satteldachbau mit verputztem Fachwerkobergeschoss und Fachwerkgiebel besitzt einen Dachreiter. Die Vortreppe befindet sich an der Südseite. Das Wappen ist mit der Jahreszahl 1524 bezeichnet.

## Heutige Nutzung
Ab 1933 wurde das Gebäude als Feuerwehrhaus genutzt. Heute beherbergt es unter anderem eine feuerwehrhistorische Sammlung.